# Liste der Baudenkmale in Barßel
In der Liste der Baudenkmale in Barßel sind die Baudenkmale der niedersächsischen Gemeinde Barßel und ihrer Ortsteile aufgelistet. Der Stand der Liste ist der 30. Juli 2022.

## Allgemein
In den Spalten befinden sich folgende Informationen:
- Lage: die Adresse des Baudenkmales und die geographischen Koordinaten. Kartenansicht, um Koordinaten zu setzen. In der Kartenansicht sind Baudenkmale ohne Koordinaten mit einem roten Marker dargestellt und können in der Karte gesetzt werden. Baudenkmale ohne Bild sind mit einem blauen Marker gekennzeichnet, Baudenkmale mit Bild mit einem grünen Marker.
- Bezeichnung: Bezeichnung des Baudenkmales
- Beschreibung: die Beschreibung des Baudenkmales. Unter § 3 Abs. 2 NDSchG werden Einzeldenkmale und unter § 3 Abs. 3 NDSchG Gruppen baulicher Anlagen und deren Bestandteile ausgewiesen.
- ID: die Objekt-ID des Baudenkmales
- Bild: ein Bild des Baudenkmales, ggf. zusätzlich mit einem Link zu weiteren Fotos des Baudenkmals im Medienarchiv Wikimedia Commons. Wenn man auf das Kamerasymbol klickt, können Fotos zu Baudenkmalen aus dieser Liste hochgeladen werden:

## Barßel
| Lage                                          | Bezeichnung                       | Beschreibung | ID       | Bild           |
| --------------------------------------------- | --------------------------------- | --- | -------- | -------------- |
| Brunnenstraße 53° 10′ 4″ N, 7° 44′ 43″ O      | Pflasterstraße                    | | 34725932 | BW             |
| Elisabethstraße 53° 10′ 9″ N, 7° 44′ 31″ O    | Pflasterstraße                    | | 34725964 | BW             |
| Friesoyther Straße 53° 9′ 50″ N, 7° 44′ 59″ O | Wegekapelle                       | | 34725993 | BW             |
| Hafenstraße 53° 10′ 9″ N, 7° 44′ 36″ O        | Pflasterstraße                    | | 34726046 | BW             |
| Hammerke 53° 10′ 11″ N, 7° 44′ 31″ O          | Pflasterstraße                    | | 34727487 | BW             |
| K 351: km 0.812 53° 10′ 42″ N, 7° 40′ 32″ O   | Straßenbrücke (Dreyschloot)       | | 34727214 | BW             |
| Kirchstraße 53° 10′ 8″ N, 7° 44′ 38″ O        | Pflasterstraße                    | | 34726075 | BW             |
| Lange Straße 4a 53° 10′ 9″ N, 7° 44′ 34″ O    | St. Cosmas und Damian (Kirche)    | | 34726107 | Weitere Bilder |
| Lange Straße 4a 53° 10′ 9″ N, 7° 44′ 35″ O    | St. Cosmas und Damian (Kirchwurt) | | 34727836 | BW             |
| Lange Straße 4a 53° 10′ 9″ N, 7° 44′ 33″ O    | St. Cosmas und Damian (Friedhof)  | | 34727952 | BW             |
| Mühleneschstraße 53° 10′ 5″ N, 7° 44′ 41″ O   | Pflasterstraße                    | | 34726137 | BW             |
| Mühlenweg 4 53° 9′ 47″ N, 7° 44′ 52″ O        | Ebkens Mühle (Nebengebäude)       | | 34726137 | BW             |
| Mühlenweg 4 53° 9′ 47″ N, 7° 44′ 52″ O        | Ebkens Mühle (Mühle)              | | 34726199 | BW             |
| Mühlenweg 4 53° 9′ 46″ N, 7° 44′ 52″ O        | Ebkens Mühle (Wohnhaus)           | | 34726256 | BW             |
| Mühlenweg 4 53° 9′ 46″ N, 7° 44′ 52″ O        | Ebkens Mühle (Nebengebäude)       | | 34726231 | BW             |
| Mühlenweg 4 53° 9′ 47″ N, 7° 44′ 50″ O        | Ebkens Mühle (Baumbestand)        | | 34727558 | BW             |
| Mühlenweg 4 53° 9′ 51″ N, 7° 44′ 51″ O        | Friedhof                          | | 34726168 | BW             |
| Vikariestraße 53° 10′ 6″ N, 7° 44′ 39″ O      | Pflasterstraße                    | | 34726335 | BW             |
| 53° 10′ 28″ N, 7° 43′ 38″ O                   | Schnappburg                       | Von der Schnappburg sind außer dem eigentlichen Burghügel im Wiesengelände südl. davon noch einige kleine schwache Erderhebungen erkennbar. | 28945401 | BW             |

## Carolinenhof
| Lage                                             | Bezeichnung                     | Beschreibung | ID       | Bild |
| ------------------------------------------------ | ------------------------------- | ------------ | -------- | ---- |
| Carolinenhofstraße 14 53° 10′ 4″ N, 7° 47′ 48″ O | Gut Carolinenhof (Scheune)      |              | 34727034 | BW   |
| Carolinenhofstraße 14 53° 10′ 2″ N, 7° 47′ 48″ O | Gut Carolinenhof (Nebengebäude) |              | 34727084 | BW   |
| Carolinenhofstraße 14 53° 10′ 2″ N, 7° 47′ 50″ O | Gut Carolinenhof (Wohnhaus)     |              | 34727084 | BW   |
| Carolinenhofstraße 14 53° 10′ 2″ N, 7° 47′ 50″ O | Gut Carolinenhof (Brennerei)    |              | 34727004 | BW   |
| Carolinenhofstraße 14 53° 10′ 1″ N, 7° 47′ 49″ O | Gut Carolinenhof (Remise)       |              | 34727059 | BW   |
| Carolinenhofstraße 14 53° 10′ 2″ N, 7° 47′ 50″ O | Gut Carolinenhof (Schornstein)  |              | 34727616 | BW   |
| Carolinenhofstraße 14 53° 10′ 2″ N, 7° 47′ 53″ O | Gut Carolinenhof (Park)         |              | 34727696 | BW   |

## Elisabethfehn
| Lage                                            | Bezeichnung                                          | Beschreibung | ID       | Bild           |
| ----------------------------------------------- | ---------------------------------------------------- | ------------ | -------- | -------------- |
| Hauptstraße 53° 9′ 8″ N, 7° 42′ 46″ O           | Klappbrücke                                          |              | 34726549 | BW             |
| Kirchenallee 53° 9′ 3″ N, 7° 42′ 38″ O          | Bollinger Kanal                                      |              | 34726396 | BW             |
| Kirchenallee 53° 8′ 56″ N, 7° 42′ 27″ O         | Allee                                                |              | 34726582 | BW             |
| Kirchenallee 4 53° 9′ 0″ N, 7° 42′ 38″ O        | Christuskirche                                       |              | 34726605 | Weitere Bilder |
| Klosterstraße 53° 10′ 12″ N, 7° 40′ 52″ O       | Elisabethfehnkanal (Teilstück II)                    |              | 34726367 | BW             |
| Klosterstraße 53° 10′ 15″ N, 7° 40′ 47″ O       | Schleuse Osterhausen                                 |              | 34727164 |                |
| Klosterstraße 53° 10′ 13″ N, 7° 40′ 50″ O       | Klappbrücke                                          |              | 34727131 |                |
| Klosterstraße 53° 10′ 13″ N, 7° 40′ 48″ O       | Schleusenwärterhaus                                  |              | 34727863 | BW             |
| Oldenburger Straße 53° 9′ 6″ N, 7° 42′ 48″ O    | Schleuse Elisabethfehn                               |              | 34727863 | BW             |
| Oldenburger Straße 53° 9′ 0″ N, 7° 42′ 55″ O    | Elisabethfehnkanal (Teilstück II) Klinkerpflasterung |              | 34727778 | BW             |
| Oldenburger Straße 53° 9′ 3″ N, 7° 42′ 51″ O    | Unterführung Elisabethfehnkanal                      |              | 34726812 | BW             |
| Oldenburger Straße 1 53° 9′ 5″ N, 7° 42′ 46″ O  | Moormuseum                                           |              | 34726705 | BW             |
| Oldenburger Straße 1 53° 9′ 4″ N, 7° 42′ 46″ O  | Nebengebäude                                         |              | 34727724 | BW             |
| Oldenburger Straße 2 53° 9′ 1″ N, 7° 42′ 48″ O  | Bahnhof Elisabethfehn                                |              | 34726732 | BW             |
| Oldenburger Straße 50 53° 7′ 52″ N, 7° 44′ 9″ O | Torfkokswerk Strenge/Wielandt                        |              | 34727402 | BW             |
| Oldenburger Straße 50 53° 7′ 52″ N, 7° 44′ 9″ O | Torfkokswerk Strenge/Wielandt (Retortengebäude)      |              | 34727432 | BW             |
| Oldenburger Straße 50 53° 7′ 53″ N, 7° 44′ 8″ O | Torfkokswerk Strenge/Wielandt (Verwaltungsgebäude)   |              | 34727373 | BW             |
| Oldenburger Straße 53° 7′ 33″ N, 7° 44′ 37″ O   | Schleuse Brandreeken                                 |              | 34726518 | BW             |
| Ramsloher Straße 53° 7′ 15″ N, 7° 44′ 54″ O     | St. Elisabeth                                        |              | 34726872 | Weitere Bilder |

## Harkebrügge
| Lage                                     | Bezeichnung               | Beschreibung | ID       | Bild           |
| ---------------------------------------- | ------------------------- | --- | -------- | -------------- |
| Dorfstraße 31 53° 7′ 11″ N, 7° 49′ 10″ O | Wohn-/ Wirtschaftsgebäude | | 34726924 | BW             |
| Dorfstraße 32a 53° 7′ 11″ N, 7° 49′ 8″ O | St. Marien (Kirche)       | Katholische, dreischiffige, neugotische Backstein-Hallenkirche. Erbaut 1857–60 von Johann Bernhard Hensen. Vierjochiges Kirchenschiff, ausschließlich durch gestufte Strebepfeiler im Wechsel mit spitzbogigen Fenstern gegliedert, das Maßwerk aus Sandstein einheitlich gestaltet. An der Südseite des Kirchenschiffes zwei baugleiche, auskragende Nebeneingangsportale. Eingezogener, polygonaler Chor im Osten mit Vorjoch und 5/8-Schluss, vom Kirchenschiffdach durch einen niedrigeren First abgesetzt. Seitlich des Chores Sakristei und Kapellenanbau. Quadratischer Westturm mit spitzem Knickhelm, sichtbaren Geschossgliederungen durch schlichte Gesimse. Prägnantes, bodentiefes Spitzbogenfenster aus der Umbau- und Erweiterungsphase Ende der 1950er / Anfang der 1960 Jahre. Im Inneren spitzbogige Kreuzrippengewölbe, farblich abgesetzt, von kräftigen Rundpfeilern mit ornamentiertem Kapitell getragen. Mächtiger Erweiterungsbau nach Norden von 1959-1961 durch den Architekten Gerd Rohling in Backstein mit Satteldach und halbrundem Hochchor errichtet. Vertikale Gliederung der Fassade durch Lisenen, sich wiederholendes Fensterelement in serieller Anordnung als vertikale Belichtung sowie horizontales Fensterband als Oberlicht in Traufnähe. | 34726898 | Weitere Bilder |

## Reekenfeld
| Lage                                              | Bezeichnung                               | Beschreibung | ID       | Bild |
| ------------------------------------------------- | ----------------------------------------- | ------------ | -------- | ---- |
| Oldenburger Straße 53° 6′ 31″ N, 7° 45′ 54″ O     | Schleuse Reekenfeld (Schleusenwärterhaus) |              | 34727643 | BW   |
| Oldenburger Straße 53° 6′ 30″ N, 7° 45′ 56″ O     | Schleuse Reekenfeld (Baumbestand)         |              | 34727587 | BW   |
| Oldenburger Straße 53° 6′ 30″ N, 7° 45′ 56″ O     | Schleuse Reekenfeld                       |              | 34726487 | BW   |
| Oldenburger Straße 117 53° 6′ 24″ N, 7° 45′ 59″ O | Gulfhaus                                  |              | 34726761 | BW   |
| Oldenburger Straße 117 53° 6′ 25″ N, 7° 45′ 59″ O | Backhaus                                  |              | 34726787 | BW   |